# Dunapataj–Kalocsa–Baja-vasútvonal
A Dunapataj–Kalocsa–Baja-vasútvonal egy olyan MÁV vasútvonal volt, ami fizikailag sohasem létezett, mégis volt forgalom rajta. A vonal mentén lakók kárpótlása érdekében vonatpótló járatok vitték az utasokat normál vasúti személy- és árudíjszabások alapján. Ezt a furcsa vasúti járatot abban az időben „gumivasút”-nak gúnyolták.

## Története
Az 1870-es években a MÁV Budapest-Belgrád-vasútvonalának tervezésekor két nyomvonaltervezet született: Az egyik Kalocsa és Baja felé, míg a másik Kiskunhalas–Szabadka útirányon át vezetett. A talajviszonyok figyelembevételével a vasút végül az utóbbi irányba épült ki, a mai Magyarországhoz tartozó része a Budapest–Kunszentmiklós-Tass–Kelebia-vasútvonal. Kiskőrösről szárnyvonalat vezettek Kalocsára, mely a fővonallal egy időben épült meg, átadásuk is egy napon, 1882. december 5-én volt.
A dunamenti települések vasúthálózatba kapcsolása továbbra is megoldatlan maradt, így az a helyiérdekű vasúttársaságok feladatává vált. 1902-ben nyílt meg a Kunszentmiklós-Tass–Dunapataj helyiérdekű vasútvonal, mely Kunszentmiklós-Tass állomáson zsákvonalként csatlakozott a hálózathoz. Bár az építtetők terveiben szerepelt a Bajáig tartó folytatás megépítése, nem tudták a vonalat meghosszabbítani a Duna árterének tőzeges talaja miatt.
A vasút ötlete a Rákosi-korszakban került elő újra: 1951-ben tervbe vették a megépítését. Dunapataj keleti határában az alépítmény építésébe bele is kezdtek, viszont a munkát később leállították (feltehetően pénzhiány miatt). 1956 nyarán Bebrits Lajos közlekedési miniszter bejelentette, hogy a vasútvonal megépültéig annak forgalmát közúton bonyolítják le. 1956. szeptember 9-én indult meg a forgalom a „minta-vasúton” azaz a Gumivasúton.
A vonal így hivatalosan vasútvonalként létezett, belekerült a menetrendbe, az útvonalon közlekedő buszokon vasúti díjszabással, vonatjeggyel lehetett utazni. A járatokat az Autóközlekedési Tröszt üzemeltette. A teherforgalmat tehergépkocsik bonyolították le, szintén MÁV díjszabással. Érdekes módon megkülönböztették itt is a megállóhelyeket és az állomásokat – az állomások általában átalakított magánházak voltak. A helyiek gumivonatnak nevezték a gumivasút vonalán közlekedő buszokat. A forgalom az 1960-as években szűnt meg.